# Дон Жуан (фільм)
«Дон Жуан» («Don Žuanas») — радянський двосерійний телефільм 1987 року, знятий режисером Йонасом Вайткусом на Литовській кіностудії.

## Сюжет
За мотивами однойменної опери Вольфганга-Амадея Моцарта. Диригент — Саулюс Сондецкіс.

## У ролях
- Віргінія Кельмеліте — донна Анна (співає Любов Казарновська)
- Володимир Єпископосян — Дон Жуан (співає Анатолій Сафіулін)
- Григорій Гладій — диригент
- Мікк Міківер — Командор (співає Михайло Дейнеко)
- Яніс Спрогіс — дон Оттавіо
- Аудроне Пашконіте — донна Ельвіра (співає Йоланта Чюрілайте)
- Повілас Будріс — Лепорелло (співає Володимир Прудніков)
- Валерій Свєтлов — Мазетто (співає Арвідас Маркаускас)
- Елеонора Корізнайте — Церліна (співає Наталія Герасимова)
- Анатолій Сафіулін — соліст
- Михайло Дейнеко — соліст
- Йоланта Чюрілайте — солістка
- Володимир Прудніков — соліст
- Арвідас Маркаускас — соліст
- Наталія Герасимова — солістка
- О. Агафонова — епізод
- Яніна Матеконіте — глядачка на виставі
- Анастасія Вишнякова — епізод
- Олександр Ісаков — епізод
- Біруте Кабашинскайте — епізод
- Альфредас Каряцкас — глядач на виставі
- О. Кузакова — епізод
- Повілас Крівіцкас — епізод
- Є. Лапуц — епізод
- О. Лопета — епізод
- Ш. Мунікас — епізод
- П. Нарвідас — епізод
- С. Подеріс — епізод
- В. Раудялюнас — епізод
- Ірена Римович — глядачка на виставі
- М. Шярас — епізод
- Лайсвіс Ширвінскас — епізод
- А. Юргелявічюс — епізод
- Вітіс Янкаускас — епізод
- Діана Аневічюте — глядачка на виставі

## Знімальна група
- Режисер — Йонас Вайткус
- Сценарист — Йонас Вайткус
- Оператор — Йонас Томашявічюс
- Художник — Даля Матайтене